# Hyperolius puncticulatus
Hyperolius puncticulatus är en groddjursart som först beskrevs av Pfeffer 1893.  Hyperolius puncticulatus ingår i släktet Hyperolius och familjen gräsgrodor. IUCN kategoriserar arten globalt som starkt hotad. Inga underarter finns listade i Catalogue of Life.